# Pompeu (cônsul em 501)
Pompeu (em latim: Pompeius; m. 532) foi um oficial bizantino do século VI ativo durante o reinado dos imperadores Anastácio I (r. 491–518), Justino I (r. 518–527) e Justiniano I (r. 527–565). Era sobrinho materno de Anastácio e já bem cedo em sua carreira, em 501, foi nomeado à posição de cônsul. Encontrou-se com São Savas aquando da visita deste em Constantinopla em 511/2 e a sua casa foi incendiada durante revoltas antimonofisistas que eclodiram na capital. Em 517, enfrentou uma invasão anta nas cercanias de Adrianópolis, onde foi derrotado. Provavelmente no ano seguinte foi nomeado patrício e em 519, recebeu os legados papais enviados pelo papa Hormisda (r. 514–523) para discutir o cisma acaciano. Em 528, Justiniano o enviou com reforços para lutar contra o Império Sassânida na Guerra Ibérica, mas não chegou a lutar devido ao mau tempo e a aproximação do inverno. Em 532, foi executado com seu irmão por suposta participação na Revolta de Nica.

## Vida

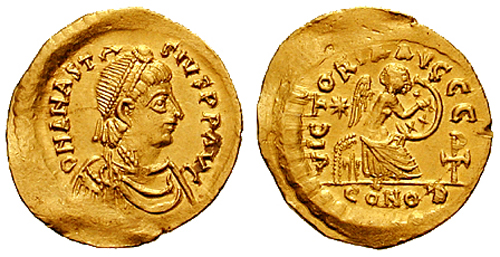
Semisse de r.

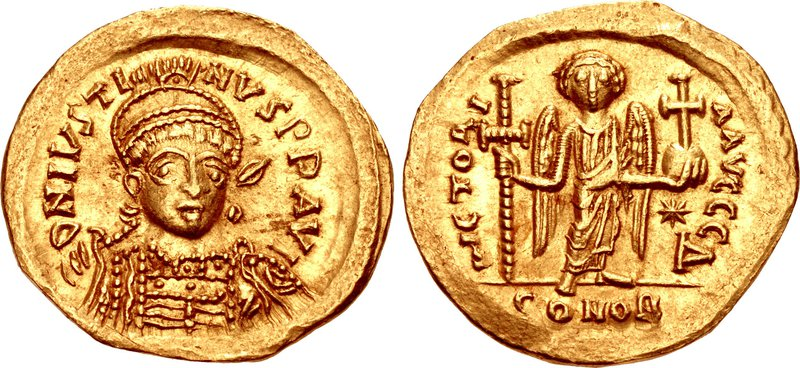
Soldo de r.

Pompeu nasceu em data incerta e era filho de Secundino e Cesária, a irmã do imperador Anastácio I (r. 491–518). Hipácio era seu irmão, e Probo seu primo. Casou com Anastácia e com ela gerou um ou mais filhos de nome(s) incerto(s). Aparece pela primeira vez em 501, quando foi designado cônsul com seu colega ocidental Avieno. Em 511/2, encontrou-se com São Savas durante sua visita à capital imperial de Constantinopla. Nas revoltas antimonofisistas de 512, sua casa foi incendiada, mas não parece ter sido um alvo em específico, pois professava o calcedonianismo. Aquando do exílio do patriarca Macedônio II (r. 495–511), se sabe que ajudou o clérigo. Segundo a România de Jordanes, era comandante, quiçá mestre dos soldados da Trácia, de um exército bizantino que sofreu derrota contra invasores estrangeiros nas cercanias de Adrianópolis, na Trácia. O episódio só foi relatado nesta fonte, mas possivelmente está associado à invasão pelos antas ocorrida cerca de 517. A sua carreira militar é considerada parte de um padrão de patrocínio familiar empregado pela maioria dos imperadores e imperatrizes da época. As famílias promovidas desta forma poderiam então permanecer influentes muito depois da morte de seus parentes imperiais.
Na sequência, foi um dos cortesãos que apoiaram as negociações com papa Hormisda (r. 514–523) para findar o cisma acaciano. No começo de 519, junto de Vitaliano e Justiniano, foi um dos "homens sublimes e magníficos" (sublimes et magnifici viri) que encontraram os legados papais no décimo miliário de Constantinopla e os escoltaram pelo resto do caminho. Pompeu escreveu ao menos uma carta a Hormisda, datada de 22 de abril, que foi respondida em 9 de julho. Em data incerta, talvez em 518, recebeu a dignidade de patrício; Cirilo de Citópolis dá a improvável data de 511/12, enquanto João Malalas lembra do título em referência aos eventos ocorridos uma década depois. Em 528, no contexto da Guerra Ibérica, após os bizantinos sofrerem revezes contra as tropas do Império Sassânida, foi enviado ao fronte oriental com reforços ilírios, citas, trácios e isauros; por conta do mau tempo e a chegada do inverno, não houve mais hostilidades naquele ano. Uma vez que seu irmão era mestre dos soldados do Oriente, deve ter ocupado a posição de mestre dos soldados na presença (praesentales) ou mestre dos soldados vacante (vacans).

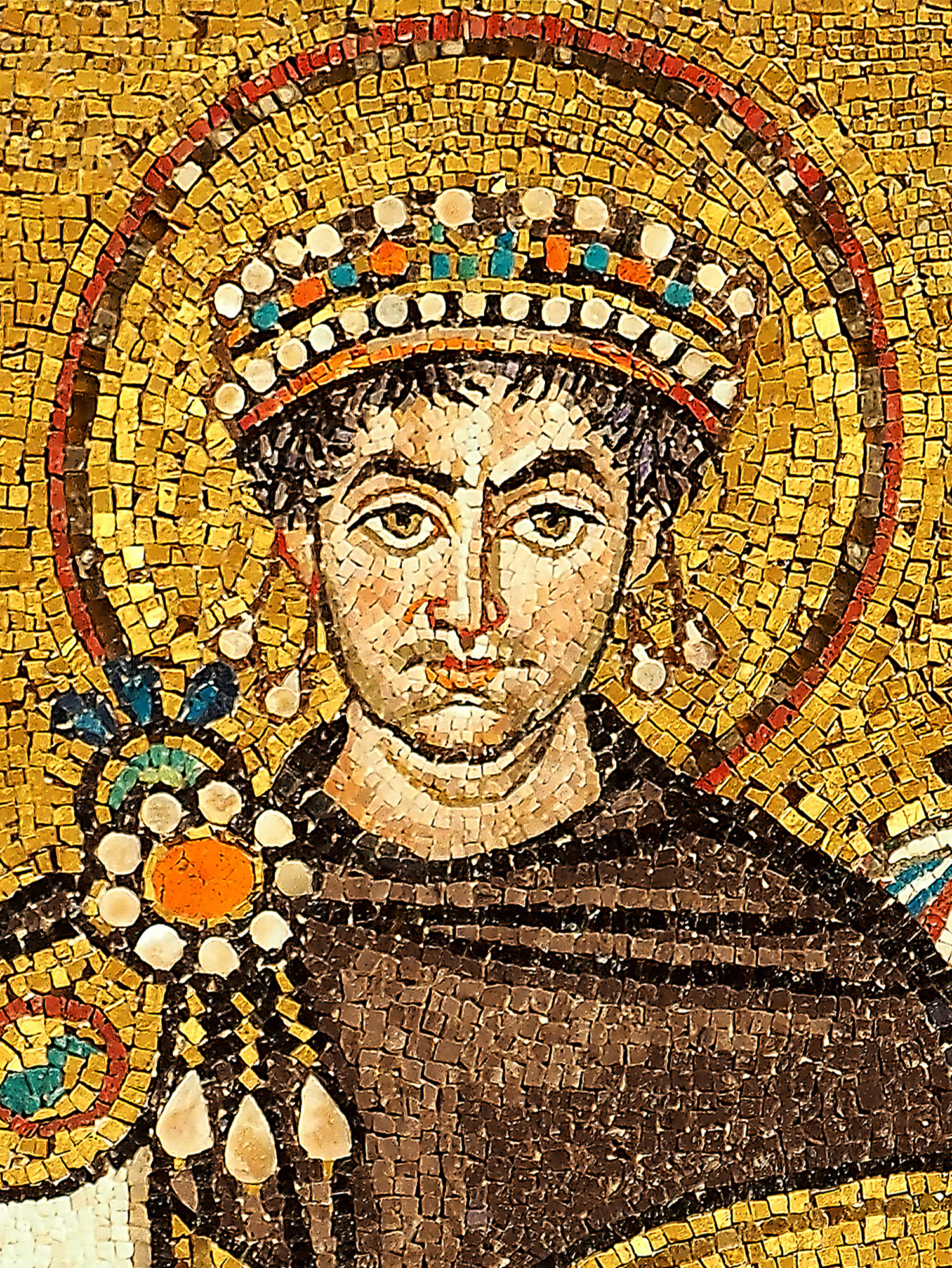
Justiniano segundo mosaico da Basílica de São Vital, em Ravena

Em 532, Pompeu e seu irmão Hipácio tiveram um papel menor na afamada Revolta de Nica. Segundo Procópio de Cesareia, no fim da tarde do quinto dia da insurreição, Justiniano ordenou que abandonassem o palácio e fossem para suas casas o mais rápido possível, pois suspeitava que estivessem envolvidos nalgum complô contra ele, ou que as circunstâncias os empurrasse a isso. Temendo que o povo os obrigasse a assumir a púrpura por conta de seu parentesco com Anastácio, teriam dito que agiriam mal se abandonassem-no naquelas circunstâncias, o que aumentou ainda mais as suspeitas de Justiniano, que reforçou as ordens. Na manhã seguinte, o povo tomou ciência de que não estavam mais abrigados no palácio e se dirigiram a eles, com Hipácio, a contragosto, sendo levado ao fórum de Constantino, onde foi declarado imperador com um colar de ouro que emulou a função da diadema imperial.
Mais adiante, quando os revoltosos foram massacrados, Boraides e Justo, primos do imperador, os capturaram e deixaram no palácio, onde ficaram sob estrito confinamento. Diz-se que Pompeu chorou e lamentou, mas foi reprovado por seu irmão, sob alegação de que aqueles que estavam prestes a morrer injustamente deviam manter-se firmes. No dia seguinte, foram executados pelos soldados, que lançaram seus corpos no mar. Suas propriedades foram tomadas por Justiniano, que depois devolveu a seus filhos todo o patrimônio que restou após ceder parte dele aos seus. A execução foi confirmada por Conde Marcelino, Zacarias Retórico, Evágrio Escolástico, João Malalas, a Crônica Pascoal, Vitor de Tununa, Teófanes, o Confessor e João Zonaras. Segundo John Bagnell Bury, Justiniano não deve tê-los considerado diretamente responsáveis, mas os executou para eliminar possíveis instrumentos em outras conspirações de seus rivais.